# Anémochorie

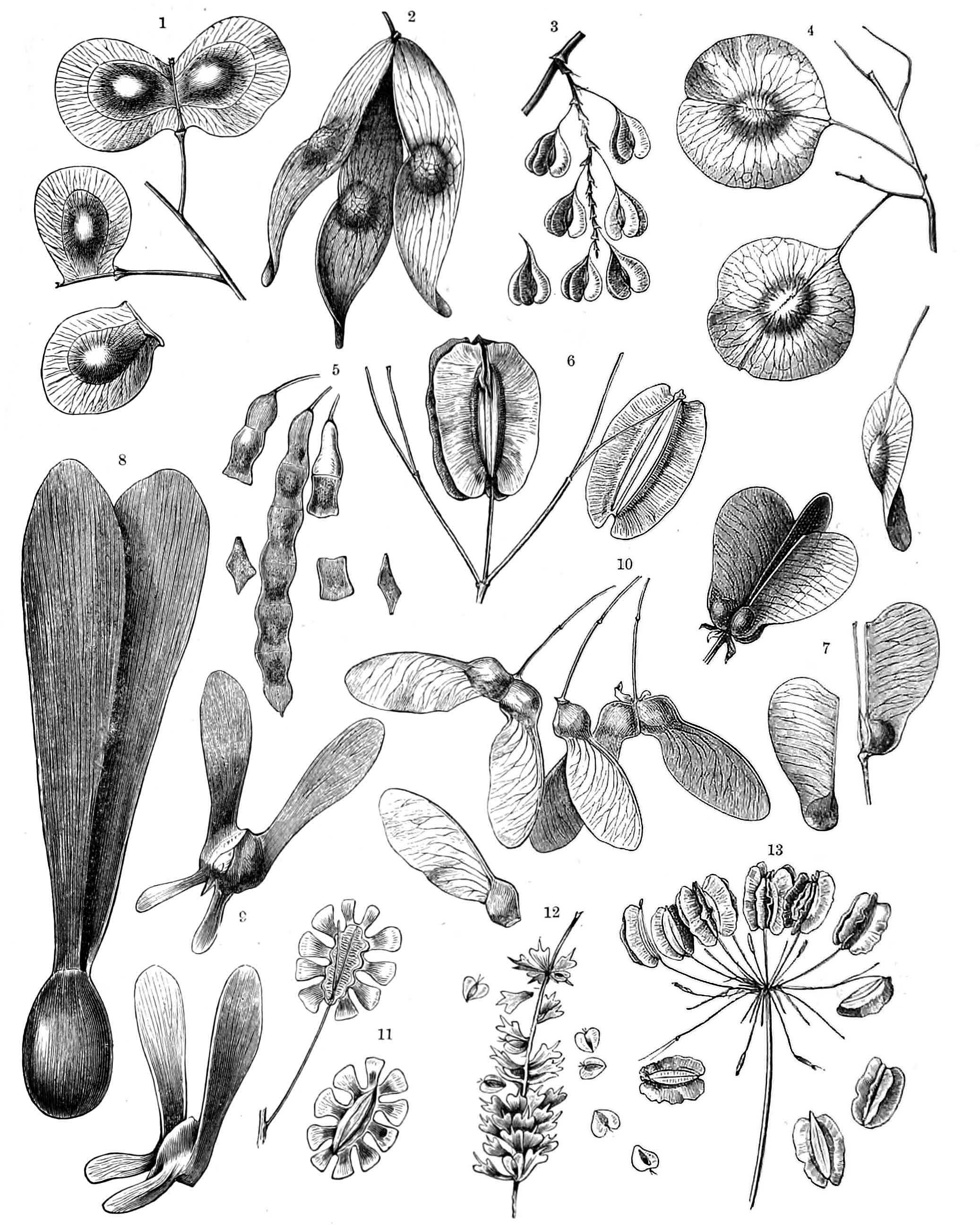
Graines et fruits de diverses espèces de plantes qui se disséminent par le vent.

L’anémochorie est la dispersion par le vent des diaspores. Il s'agit d'un des trois types de dissémination assurée par un agent extérieur (allochorie). 
L'anémogéochorie est une sous-catégorie d'anémochorie qui désigne les virevoltants dont la dispersion se fait près du sol, mais dont le vent reste l'agent dispersant.

## Diaspores volantes

### Graines poussières
Le mode le plus simple de dispersion est le flottement que permet la taille minuscule des diaspores ou des graines. C’est, par exemple, le cas des orchidées. Au contraire, les graines anémochores (ou anémophiles) plus massives sont dotées de divers systèmes, par exemple d'ailettes, permettant une dispersion éolienne.

### Diaspores plumeuses
Les graines sont contenues dans des capsules, plates, sèches et légères, parfois munies de « parachutes », portées par le vent sur de faibles distances.

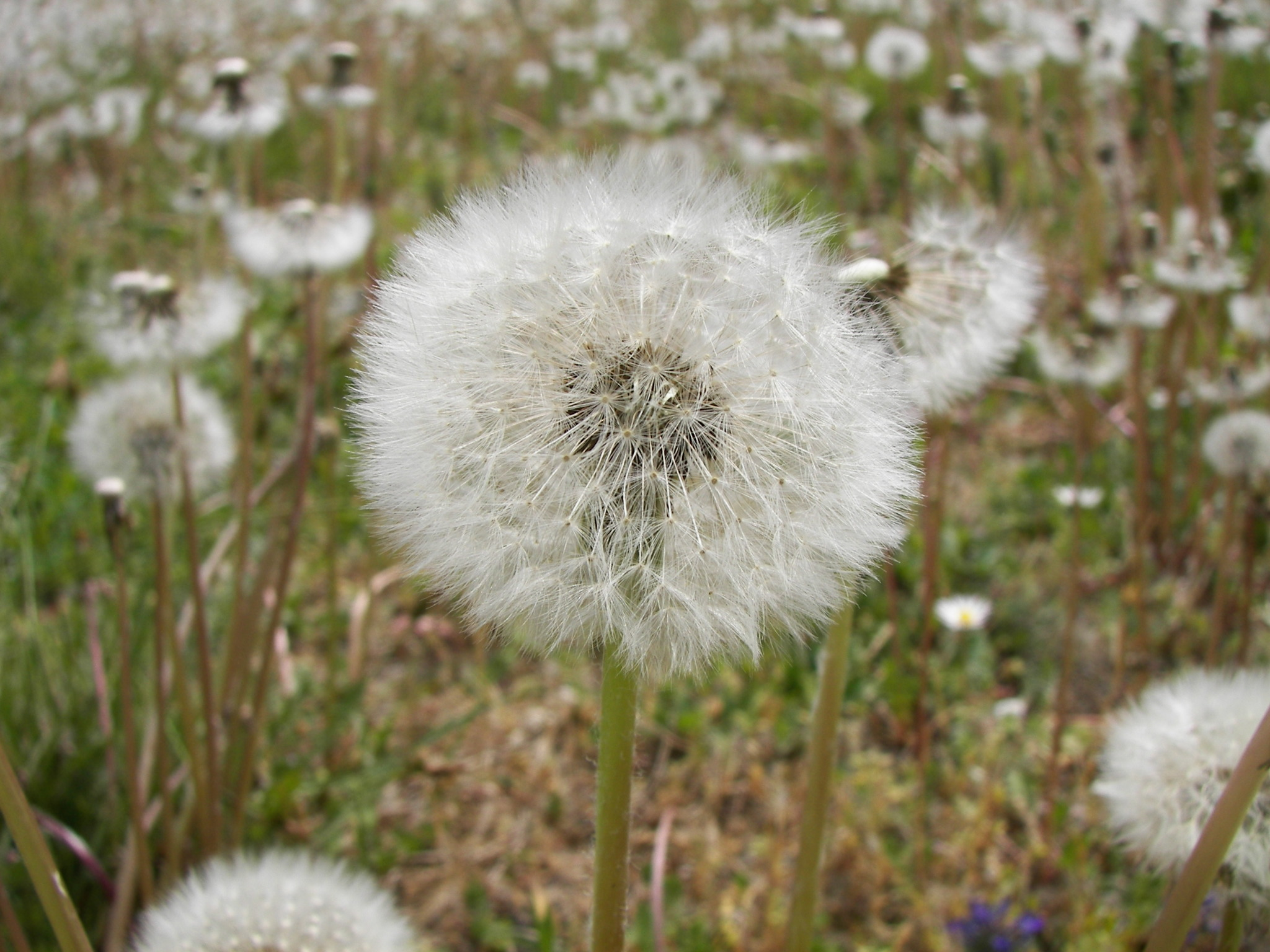
Pissenlit
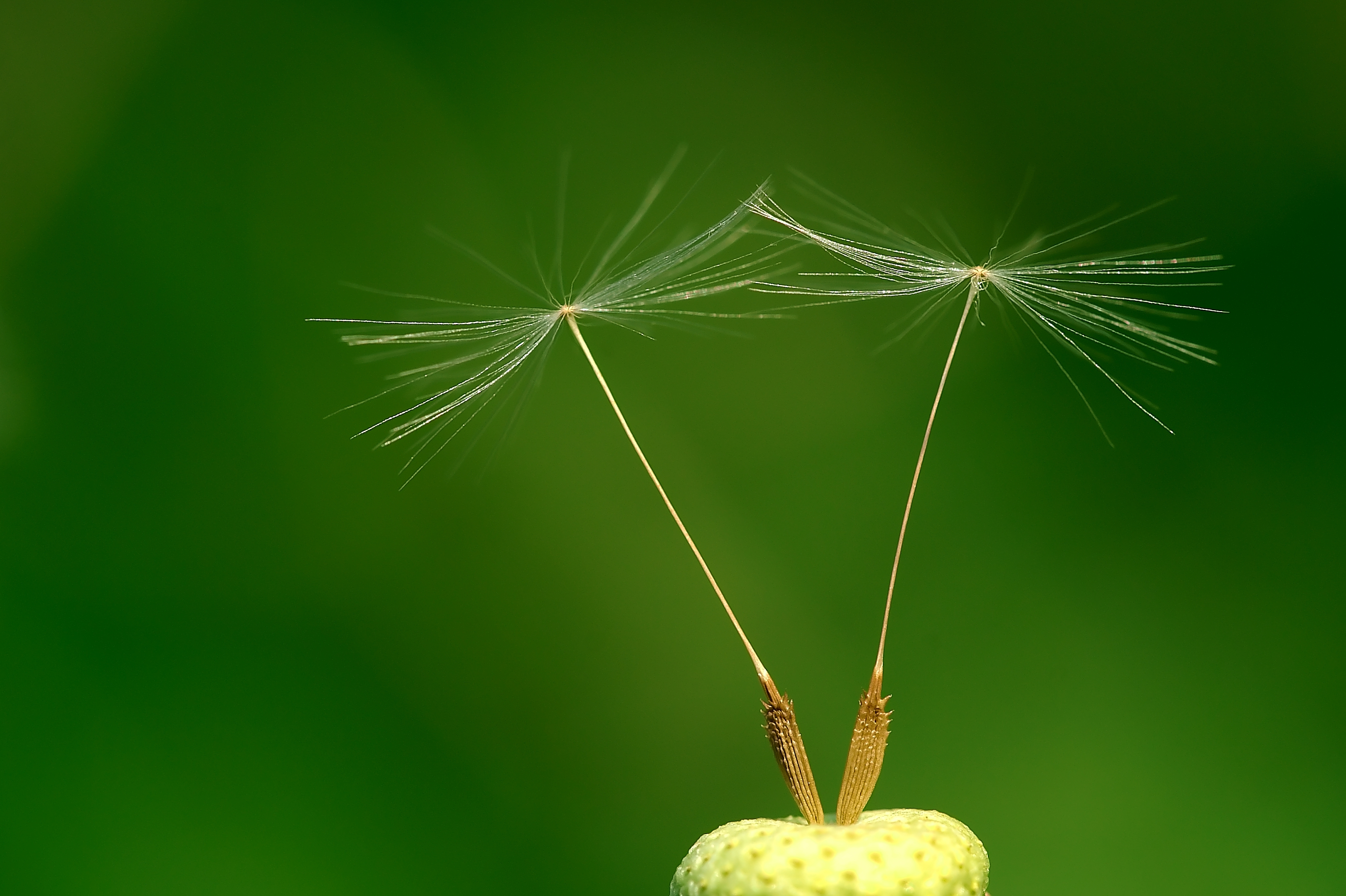
Akènes d'un pissenlit surmontés d'une aigrette
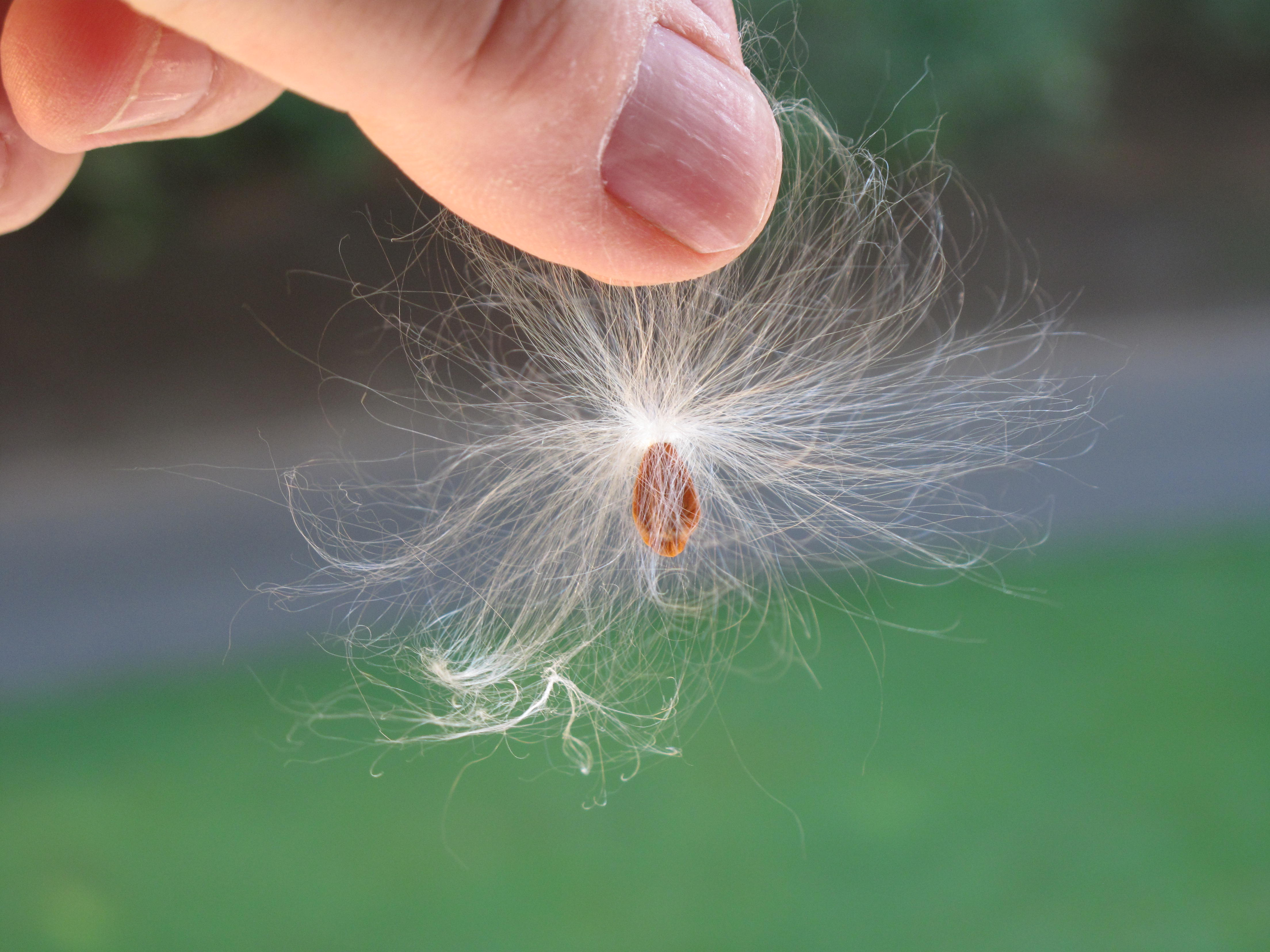
Graine d'Asclepias syriaca prête à être emportée par le vent.

### Diaspores ailées
Le péricarpe de la graine forme une samare, sous forme d'une membrane qui permet à la graine de franchir quelque distance portée par le vent. C'est aussi le cas des bouleaux dont les samares minuscules et très nombreuses sont regroupées en grappe. La samare peut être de forme quasi approximativement circulaire autour de la graine, comme chez l'orme. Elle mesure environ 1,5 cm de diamètre. Elle peut aussi se présenter comme une aile simple comme chez le frêne où elle pend en grappes accrochées aux branches. Elle peut aussi être une aile double appelée disamare comme chez l'érable. Chez le tilleul, une infrutescence de capsules est munie d'une bractée en forme d'aile qui fait penser à un hélicoptère. C'est Pithecoctenium muricatum qui possède le record de taille des graines ailées : 4 × 9 cm. Welwitschia mirabilis qui est une plante désertique les plus remarquables est également anémochore.

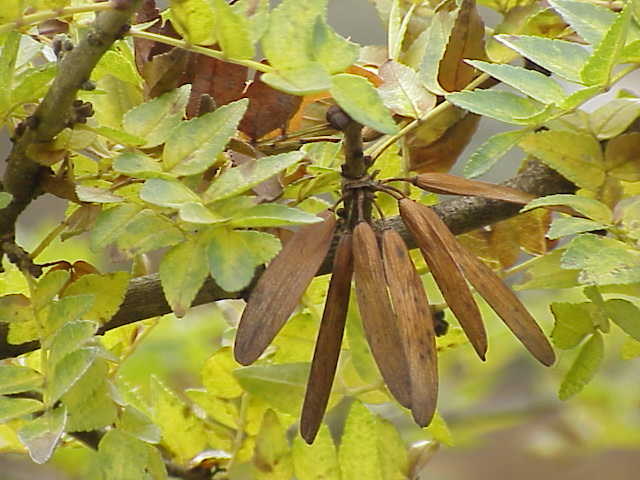
Samare de frêne
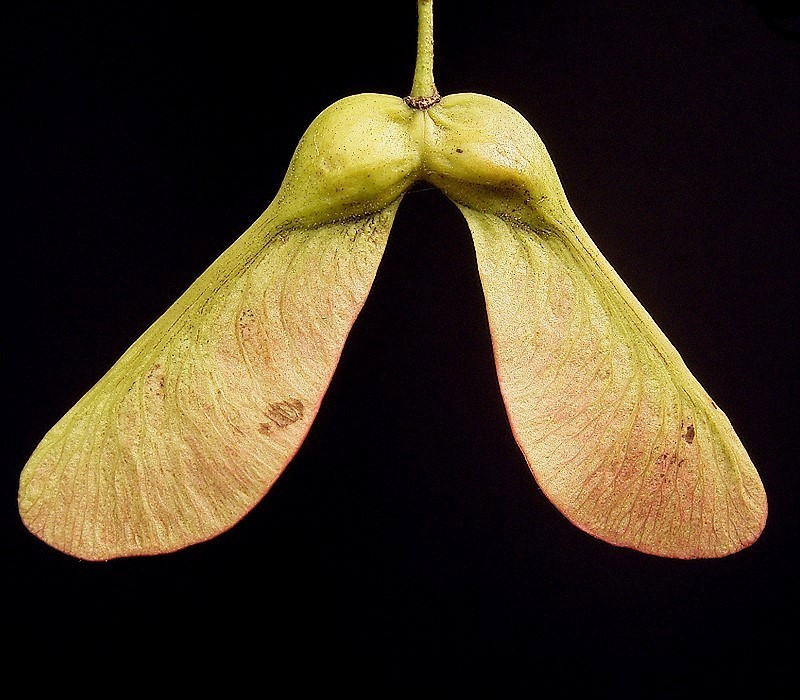

- Disamare (=Samare double) d'érable
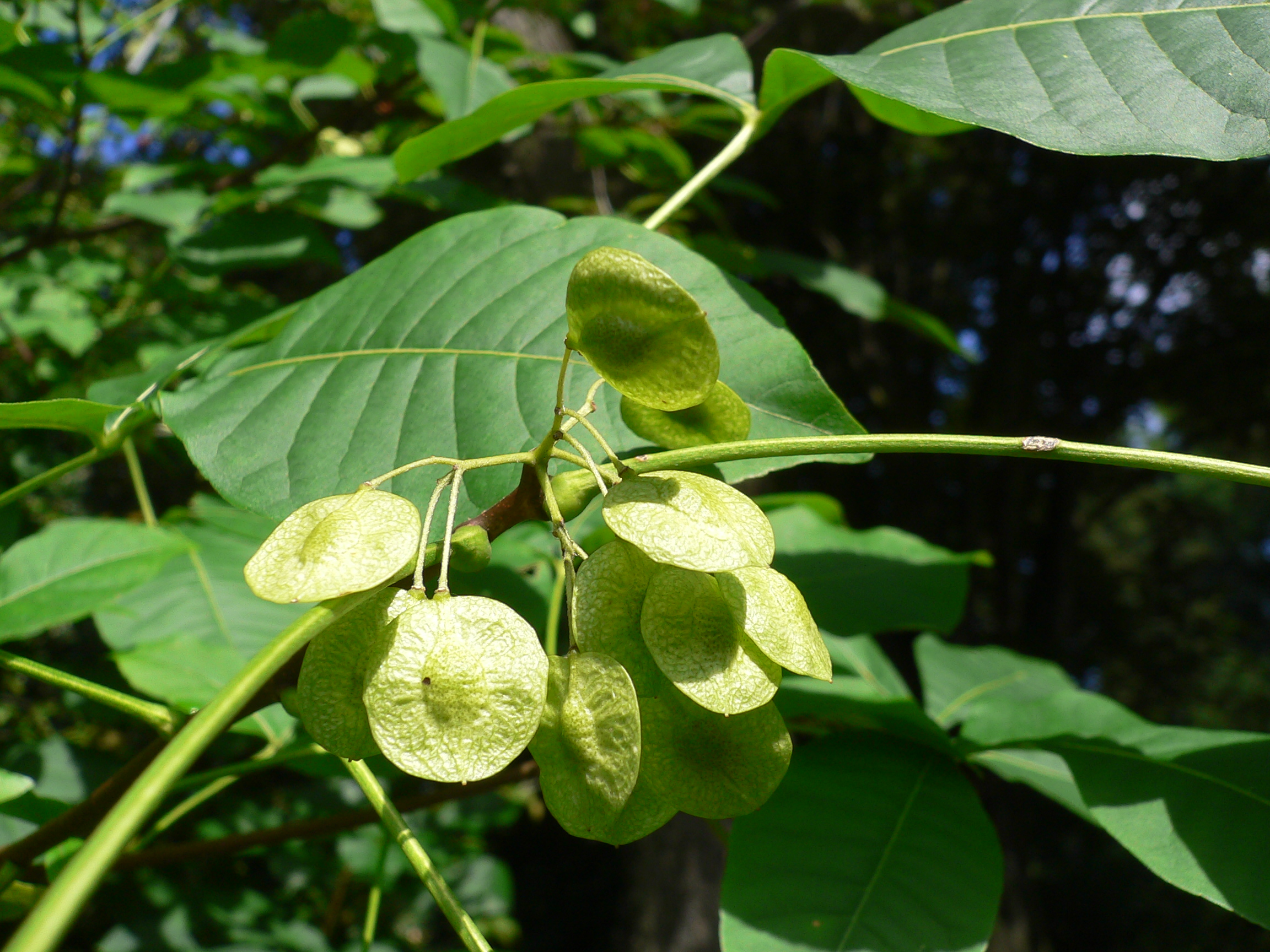
Samare d'Orme de Samarie
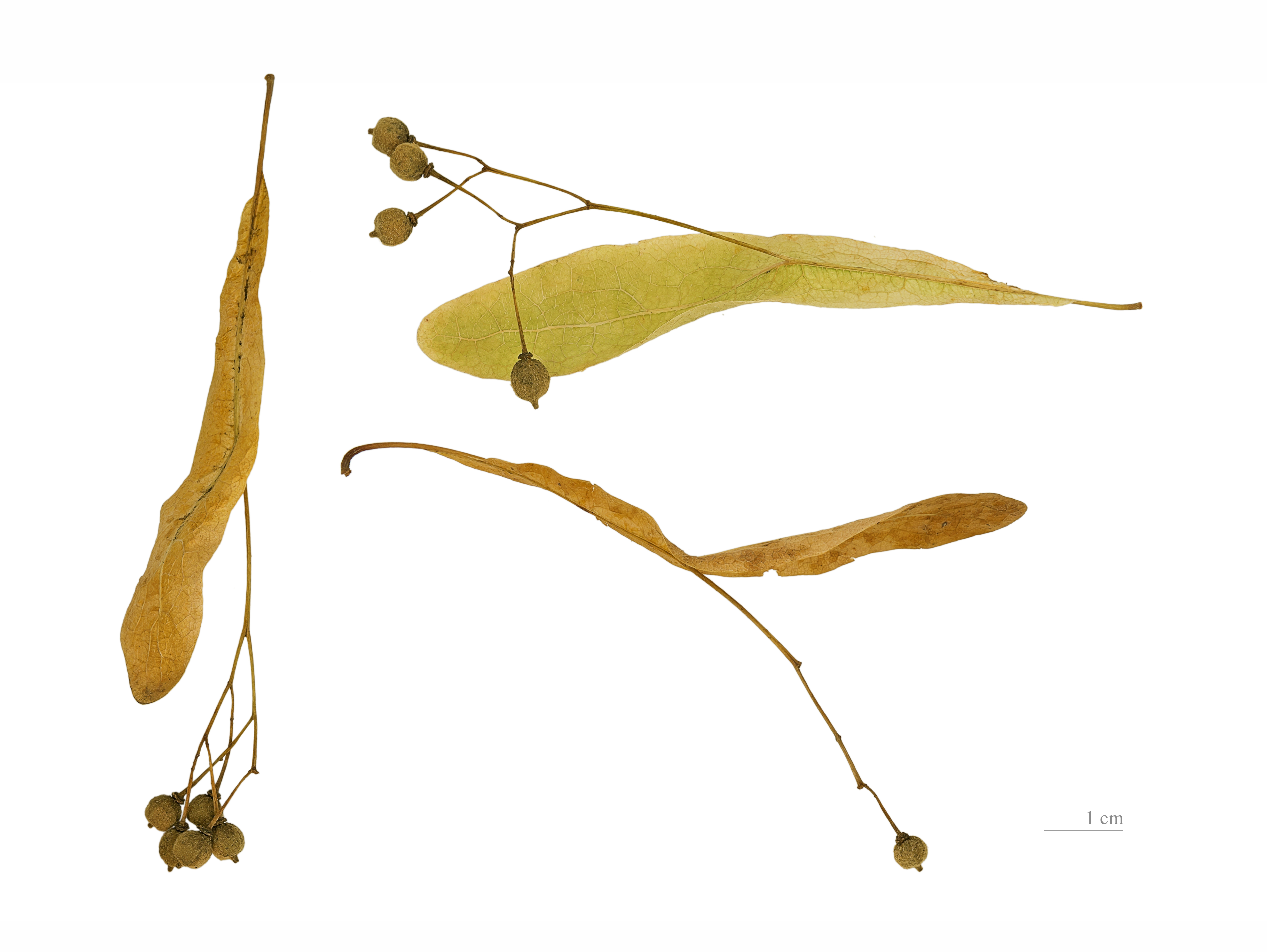
Capsule de Tilleul à petites feuilles

### Fruits « ballons »

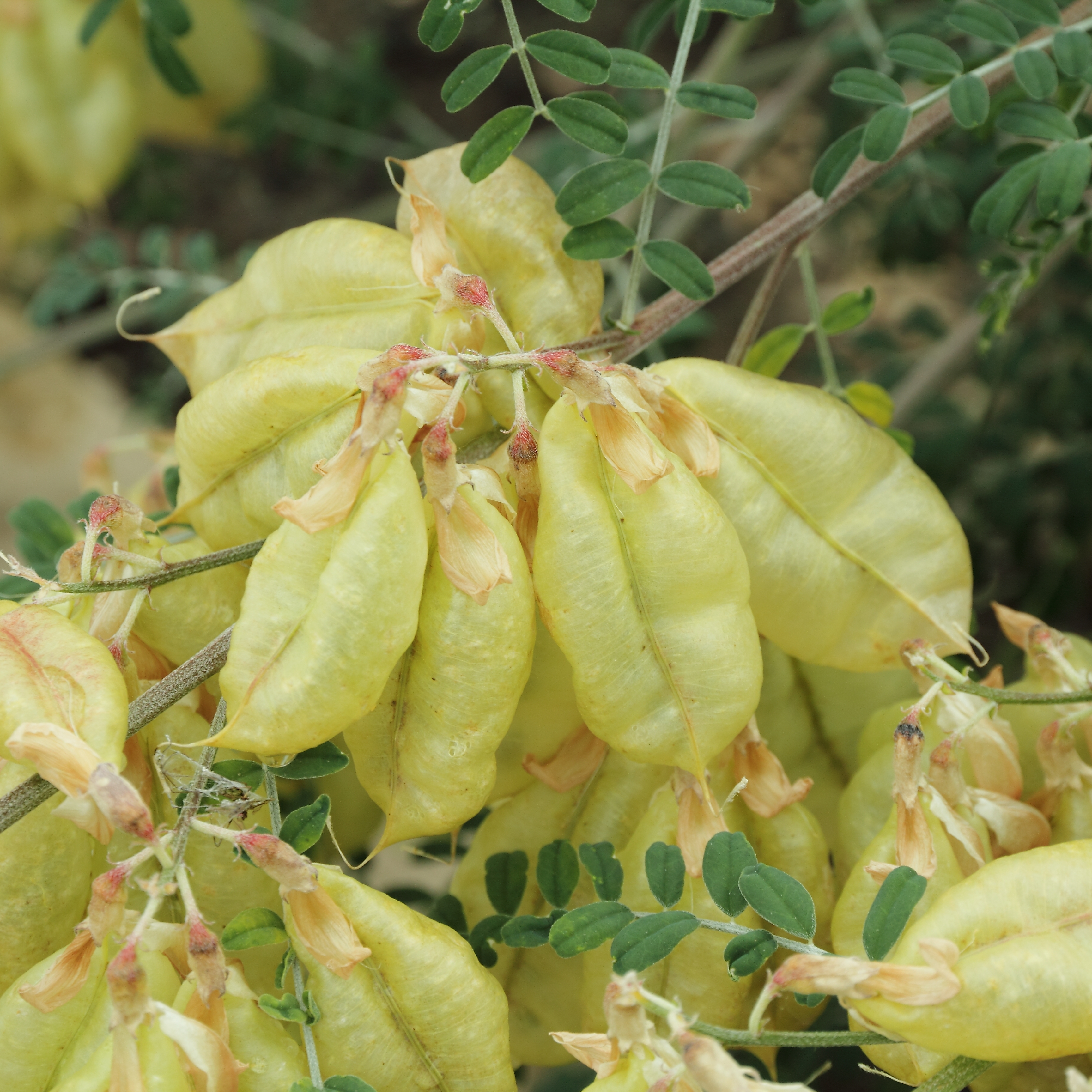
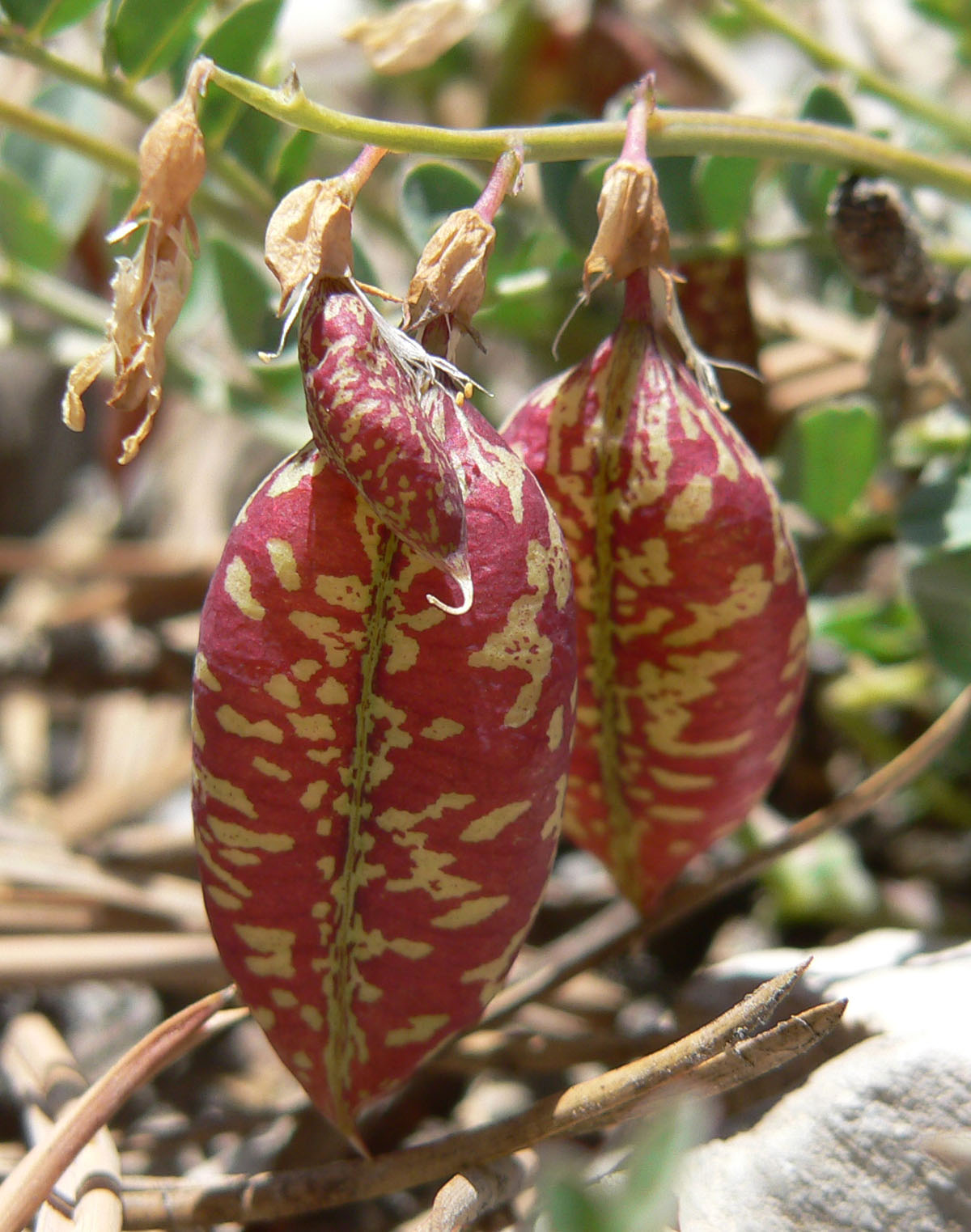
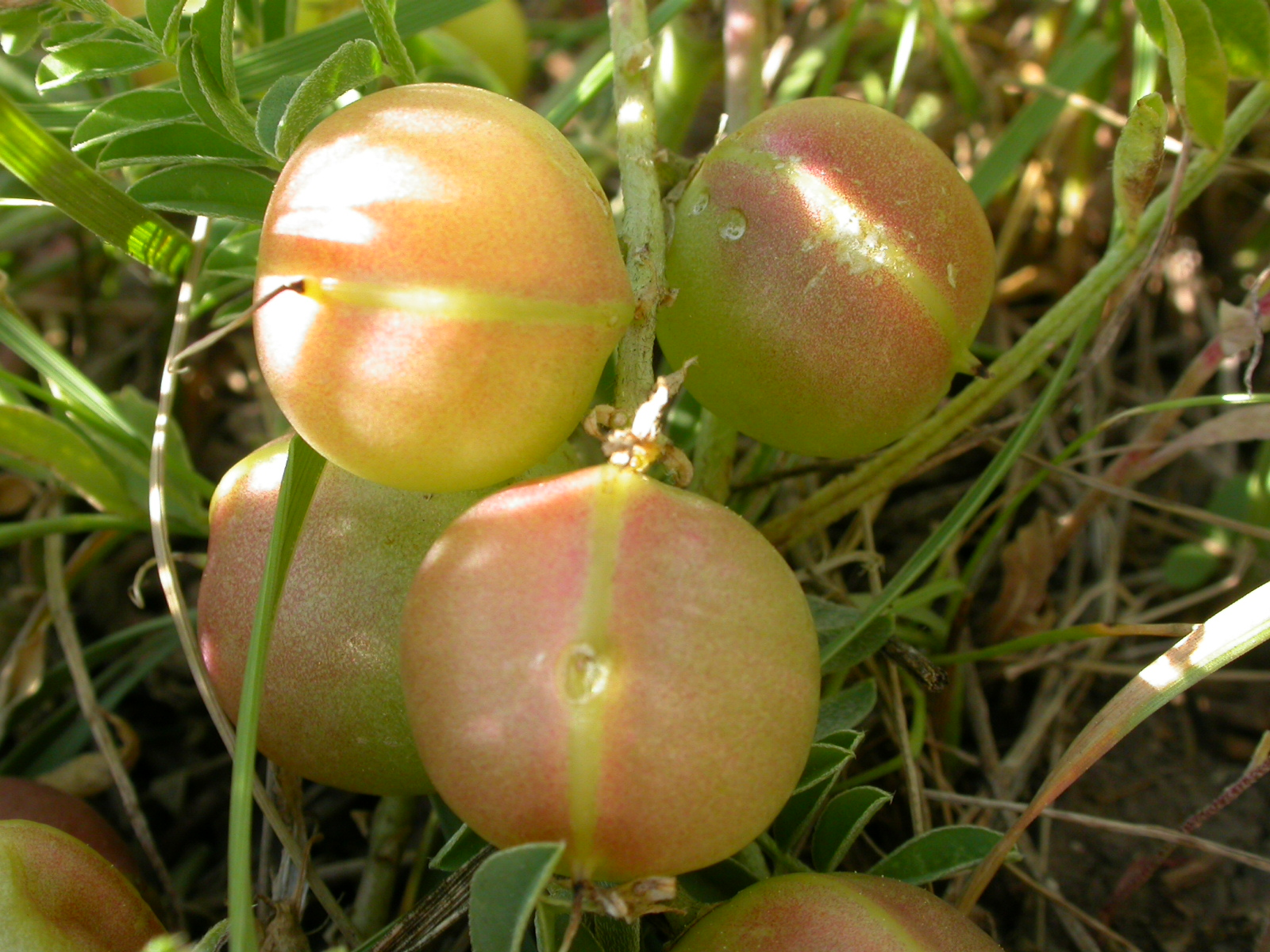
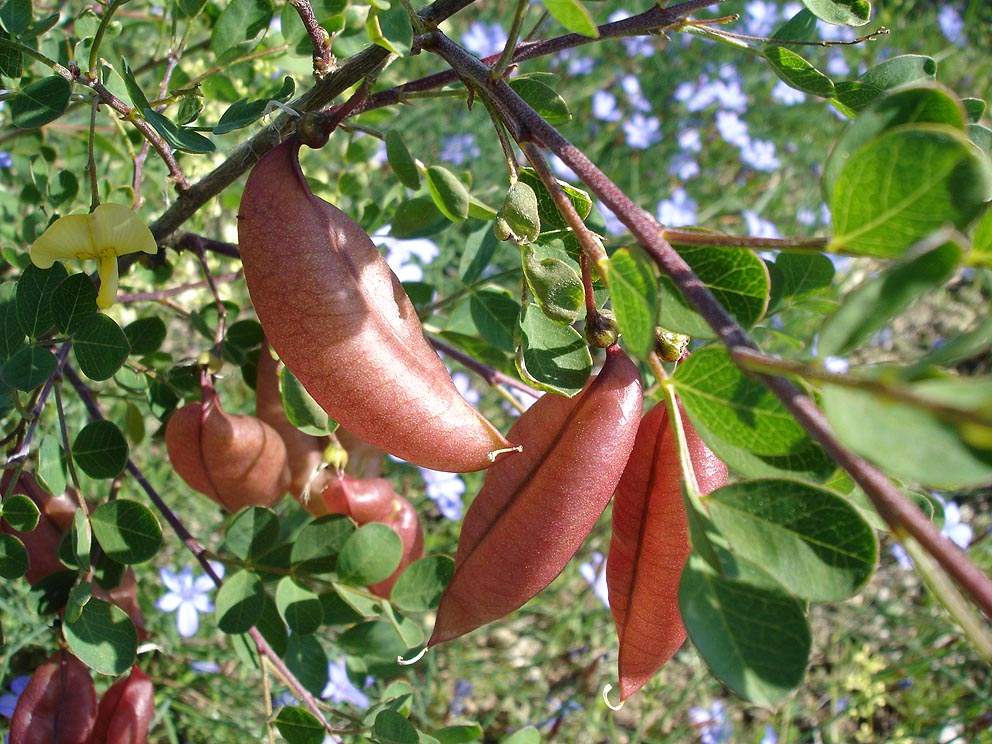
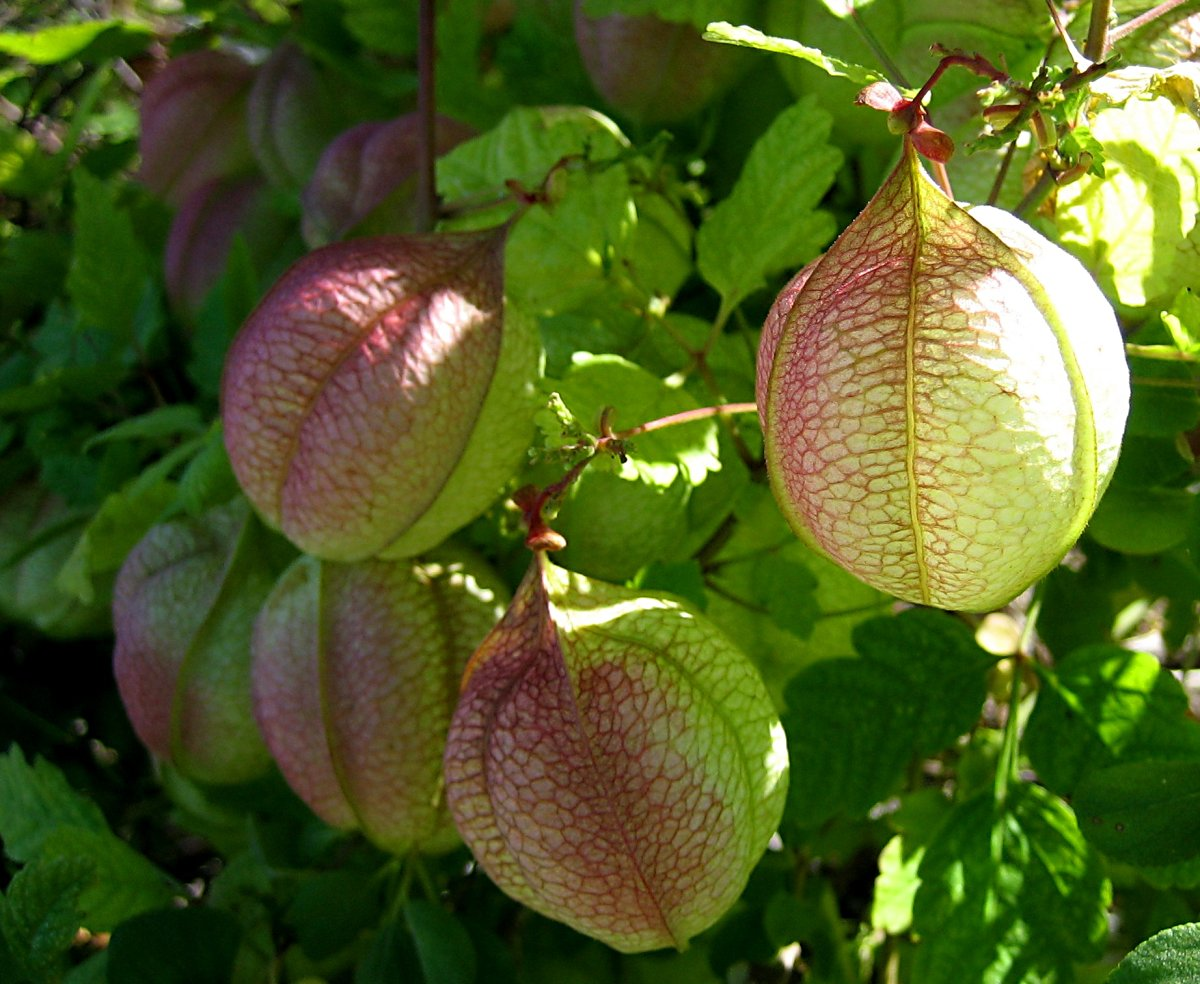
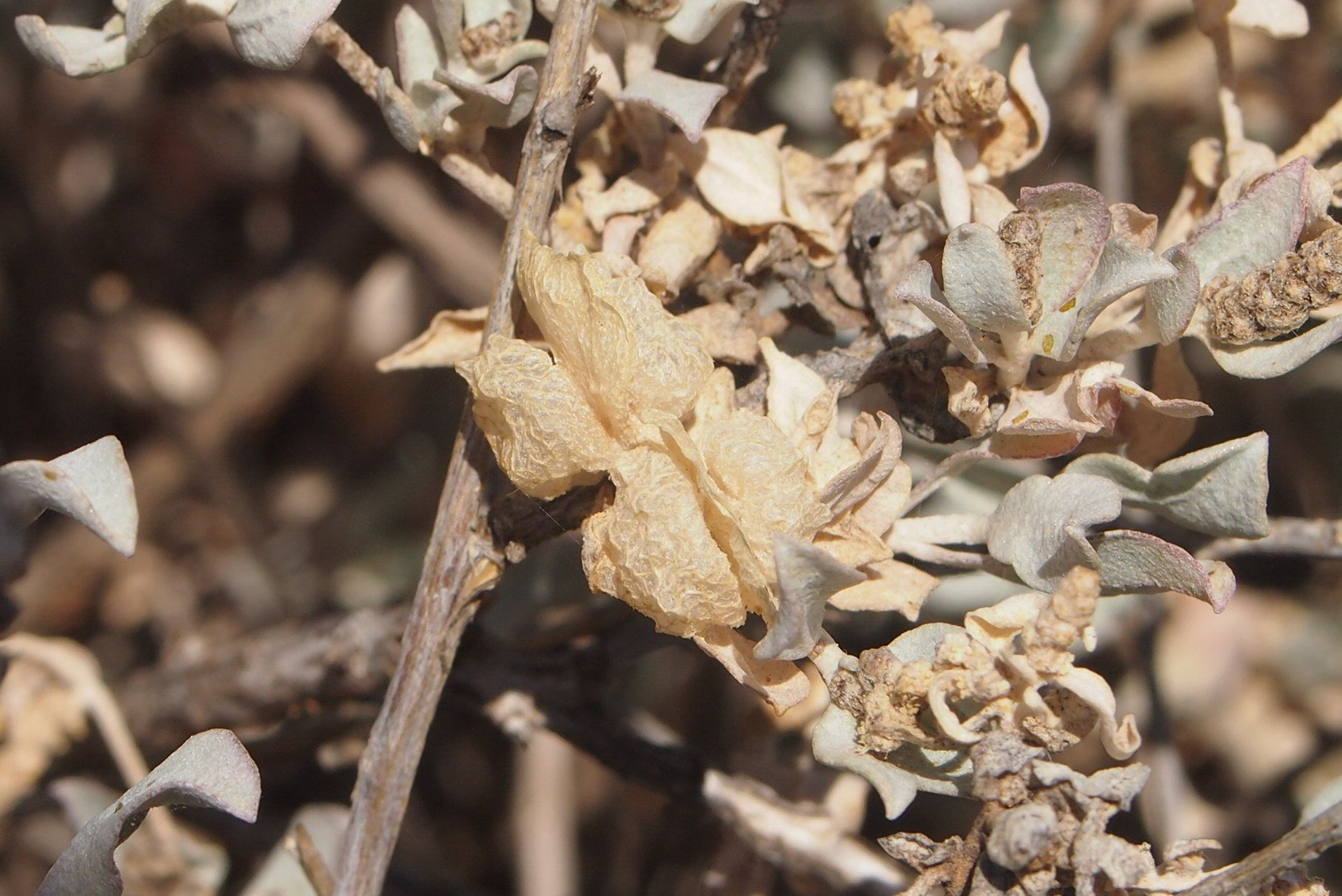

## Diaspores roulantes
Certaines graines sont portées par une ombelle sèche roulée au sol par les vents. Chez d’autres espèces, c’est la plante entière, desséchée, qui sème ses graines au fur et à mesure de ses déplacements.

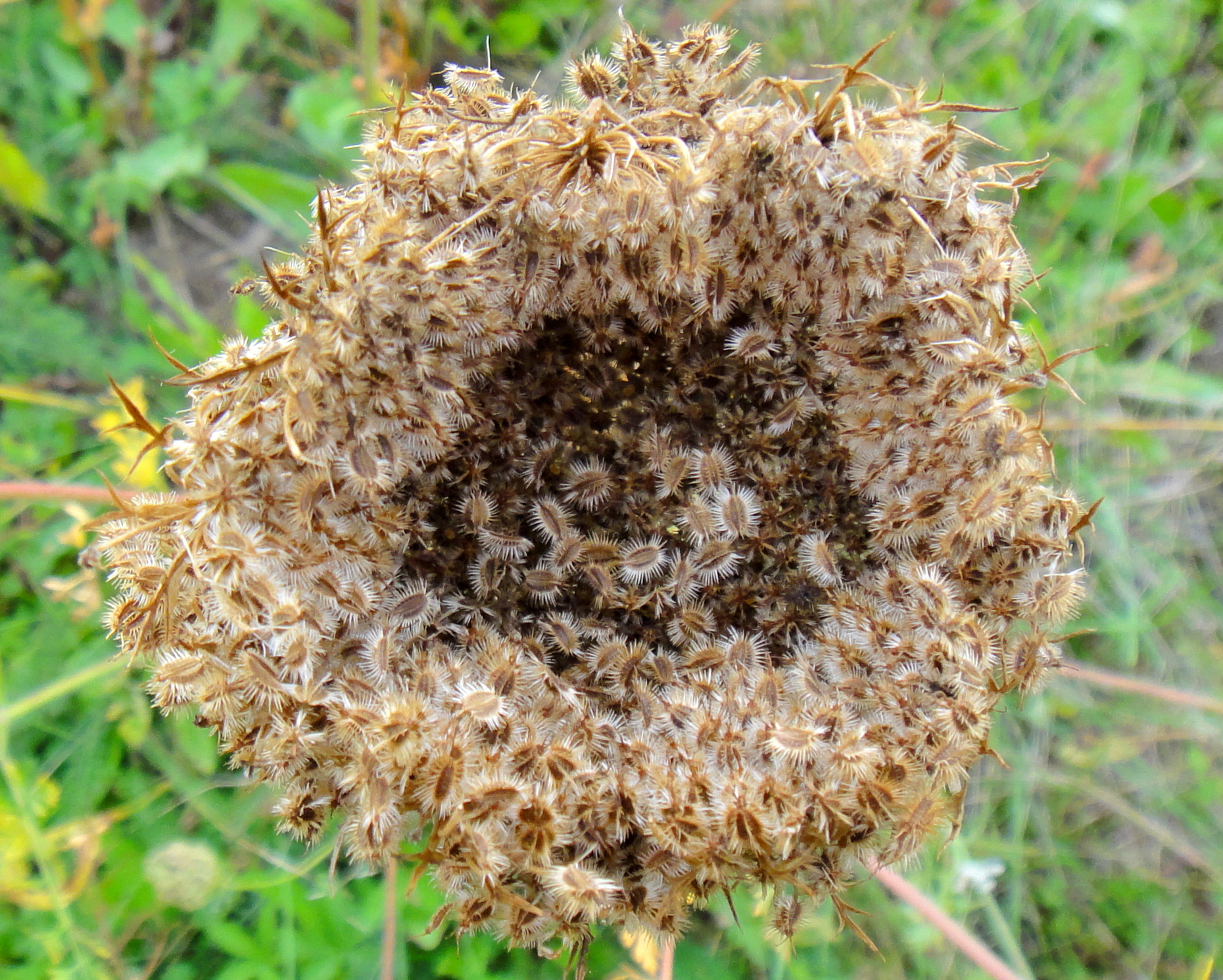
Infrutescence de carotte
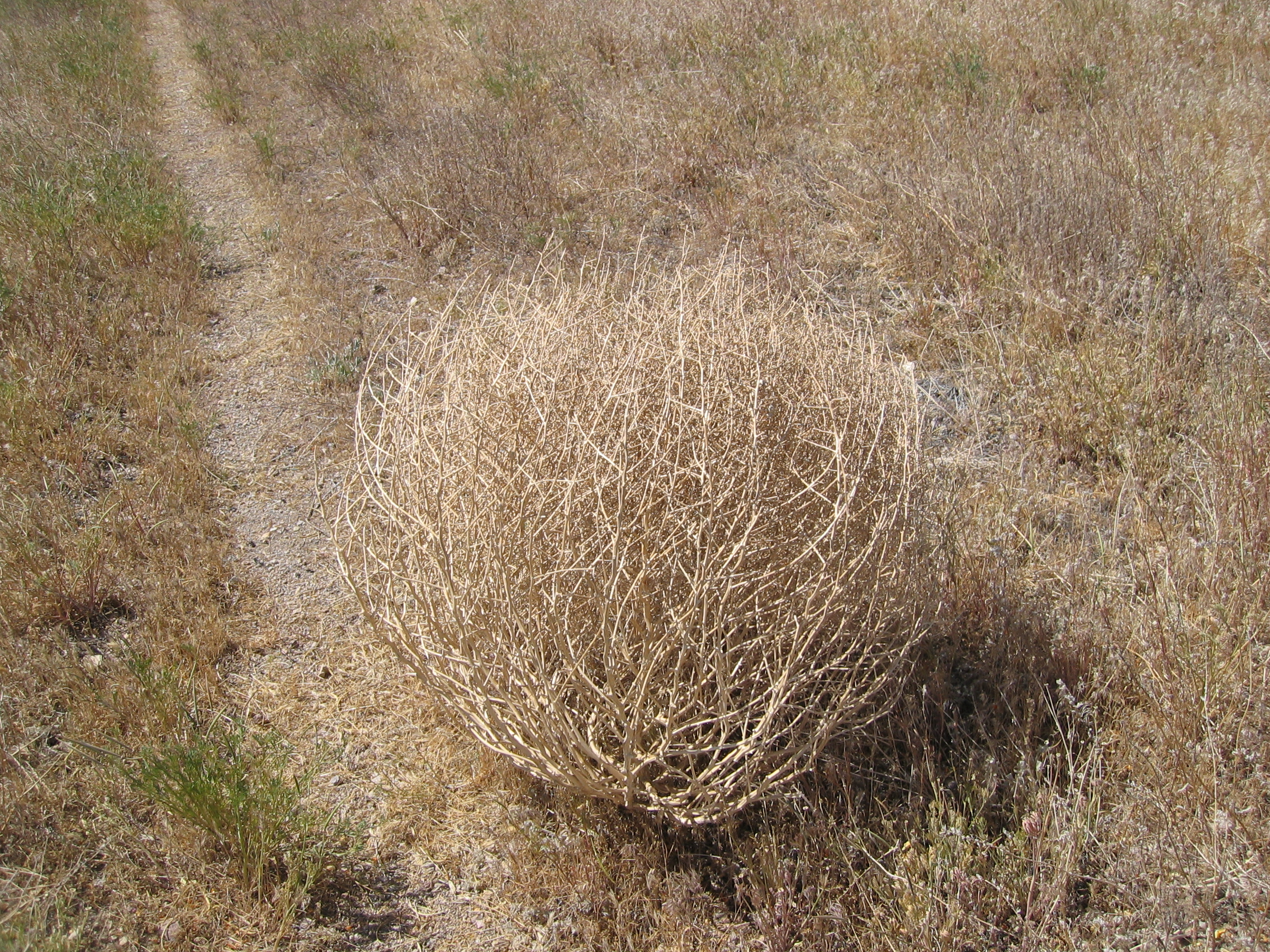
Salsola tragus, la boule roulante des Westerns.